# (21586) Pourkaviani
(21586) Pourkaviani (1998 SU129) – planetoida z pasa głównego asteroid okrążająca Słońce w ciągu 5,44 lat w średniej odległości 3,09 j.a. Odkryta 26 września 1998 roku.